# 矮千斤拔
矮千斤拔（学名：Flemingia procumbens）为豆科千斤拔属下的一个种。种名procumbens意为平卧的。